# Вавилон-5: Прикосновение твоей тени, шёпот твоего имени

## Описание
Вавилон-5: Прикосновение твоей тени, шёпот твоего имени — пятая книга в серии научно-фантастических романов, действие которых происходит в вымышленной вселенной сериала «Вавилон-5».

## Сюжет
Друг Гарибальди, который должен ему за проигранный спор во время Мирового Чемпионата, везёт его домой на разваливающемся от ветхости транспортном корабле. Практически сразу по прибытии друг предлагает пойти выпить. Гарибальди отказывается. Его передатчик внезапно оживает, хороня какие-либо надежды спокойно провести время. Гарибальди направляется по вызову на Коричневую Палубу.
Консорциум Живых Поедателей собрался на Коричневой Палубе и поднял бунт. В то же время начиналась драка на фестивале тринокулярных фильмов, а представители группы «Путь Случайно Сотворённых» затеяли драку в главном зале. ПУССТы, как их называли, вызвали изрядные волнения — их верование, что жизнь является просто «ошибкой» мироздания, вызвало значительный протест находившихся вне зала. Гарибальди убеждает их вернуться в их конференц-зал и выставляет несколько охранников, чтобы они оттуда не выбрались.
В конце концов Гарибальди встречается с Шериданом, который извиняется за то, что пришлось так резко оборвать отпуск начальника безопасности. Появляется Иванова, и Шеридан рассказывает им, как вся станция была охвачена приступом насилия. Кроме того, несколько людей подверглись особенно сильным кошмарам. Прибывает запоздавший Доктор Франклин и сообщает, что ему не удалось установить причину волнений. Гарибальди повторяет свой запрос на разрешение запереть делегатов в конференц-зале, но Шеридан говорит, что несколько послов уже жаловались. По окончании совещания Гарибальди задерживается и спрашивает капитана, не было ли и у него кошмаров. Шеридан отвечает утвердительно, но больше ничего не говорит.
Член Пси-корпуса Мартина Коулс пытается заснуть и чувствует, как что-то неизвестное тянется к ней, она ощущает его присутствие. Кош озабочен и ничего не понимает из-за того, что какое-то присутствие потрясло его «до глубины его инопланетного существа». Посол Деленн во сне обнаруживает у себя в руке изогнутый ятаган. Она слышит голос, предупреждающий её, — защищайся или умри! Это голос Шеридана, который убивает её, всё время бормоча о том, что пора кончать разговаривать. Г’Кар видит сон, как он героически уничтожает корабли центавриан в бою. Однако центавриане, и в особенности Лондо, используют новый вид оружия, чтобы предотвратить победу Нарнов. Гарибальди обнаруживает себя в одном шаттле с Ивановой. Они спорят об управлении, после чего он пытается посадить корабль. Когда они уже почти сели, он внезапно осознаёт, что идёт битва, и просыпается в холодном поту с криком — «Нет!» Его передатчик оживает — беспорядки в разных местах станции, в том числе и в Центре Безопасности.
Прекратив драку между двумя его офицерами, посадив их на гауптвахту, Гарибальди направляется успокаивать Ангелов Ферми. Эти Ангелы — космические мотоциклисты. В то же время Шеридан договаривается о встрече с Послами на следующий день, чтобы обсудить происшествия на станции. Приглашение также распространяется на Коулс, которая, по мнению капитана, может располагать информацией о происходящем. Тут его вызывает Иванова из наблюдательного купола, приглашая его подняться туда, чтобы взглянуть кое на что.
Червь — 9 миллионов миль длиной и пол-миллиона миль в ширину, но кроме зеленоватого свечения, он не проявляется ни на каких приборах — только при прямом наблюдении. Шеридан приказывает команде по научным исследованиям заняться расследованием, и они начинают планировать свои действия. Он также связывается с правительством Земли, и выясняется, что помощник президента уже знает о происходящем. Капитан удивлен, что они так просто признают, что у них есть свой человек на станции.
Дважды что-то дотрагивалось до разума Мартины Коул. В первый раз это были странные ощущения, мимолётом коснувшиеся её на днях. Во второй раз это был инопланетянин. Ворлонец Кош. Придя в себя от дрожи и холодного пота, вызванных этим чувством, она направляется в его отсек. Она требует, чтобы он не лез к ней в голову, на что он отвечает, что она «еще не готова услышать его.» Они немного «спорят» о том, будет ли когда-либо время, когда она будет готова услышать, но Мартина спешно покидает его отсек, боясь, что продолжая этот разговор, она ничего не добьётся, но зато она может потерять контроль над собой. В конце концов, она добирается до своей квартиры в состоянии полного ужаса. Гарибальди удается успокоить Ангелов, убедив их в том, что он «хиппи». Они дают ему куртку и предлагают прокатить его.
На брифинге следующего дня было людно. Иванова заняла позицию около двери с тем, чтобы Лондо и Г’Кар не могли уже выйти после прихода и остались бы за столом переговоров. Научно-исследовательская команда, которую Иванова организовывала, ещё не ушла. Шеридан пытается выяснить о случившемся все, что может. Кош, конечно же, отсутствует. Мартина Коулс никак не соглашается сканировать инопланетян для Шеридана, чтобы попытаться выяснить хоть что-нибудь. Она объясняет, что её временный контракт содержит пункт, который защищает её от подобных требований. Гарибальди намекает на предполагамую бомбу, заключённую в Г’Кара, произнеся «Бу!», после чего тот успокаивается. После того, как собрание расходится, Деленн говорит с Шериданом и предупреждает его, что станция может находиться в куда большей опасности, чем кажется, судя по её снам. Она говорит, что все расы могут восстать друг на друга, и рассказывает о её сне, в котором капитан пытается убить её.
В наблюдательном куполе Иванова удивлена тем, что Червь движется по направлению к станции на значительной скорости. Он достигнет их через 48 часов. Тем временем Ленньер начинает подпадать под влияние Червя. Когда Коулс случайно задевает его в коридоре, он едва сдержал свой гнев. Вернувшись в свою комнату, он вдребезги разбил зеркало и начал вспоминать свои сны о том, как он носился по коридорам с копьем и в набедренной повязке. Жервами же его были не-минбарцы. Разбив в кровь пальцы, он теряет сознание и погружается в сон.
Франклин находится в огромном напряжении и стрессе как от притока мелких ранений и увечий, так и от озабоченности неизвестной болезнью, захлестнувшей станцию. Тем временем Гарибальди занят не меньше, разгребая хаос по всей станции. Он пытается вломиться в комнату Коулс, но она появляется прежде, чем ему это удается. Они непродолжительно спорят, после чего она теряется сознание. Гарибальди оказывает ей некоторую помощь и, похоже, убеждается, что она по крайней мере не действует против них.
Шеридан и Гарибальди обсуждают поведение Коулс. Гарибальди считает, что она что-то знает, но слишком напугана, чтобы говорить об этом. Шеридан же объясняет, что центральное земное командование тоже боится Червя, но не хочет помочь войсками. Опять в центре управления — Иванова оперирует с большим научным зондом, который они послали к Червю. Ничего. Даже изображения нет. Решается послать другой зонд, на этот раз с оружием, чтобы попробовать слегка встряхнуть его.
Шеридан спит здоровым, крепким сном. Ему снится минбарский Серый Совет. Они спрашивают, чего он боится. Деленн входит в круг сзади и спрашивает, боится ли он её. Совет исчезает, и он обнаруживает себя в полной темноте, смотрящим в освещенное зеркало, из которого на него смотрит его собственное лицо — лицо минбарца
Червь снова вторгается в голову Мартины Коулс, и она кричит в ужасе. Затем появляется сон, а точнее, воспоминание. Пси-корпус привел к ней нарна для размножения, когда ей было шестнадцать лет. Они надеялись, что результат будет более мощным, чем что-либо, что им удавалось произвести до тех пор. Мартина убежала, и больше никто никогда не упоминал об этом. Проснувшись, Мартина телепатически обращается к Кошу и просится прийти поговорить с ним.
Командный состав начинает сильно страдать от нехватки сна. Франклин создал отвратительно выглядящую таблетку, которая даёт несколько часов сна без сновидений. Деленн сообщает Шеридану, что её родная планета находится на чрезвычайном положении, так как они опасаются, что Червь может быть предвестником войны. Капитан даёт ей таблетку, чтобы она могла немного поспать. Засыпая у него в офисе, она говорит, что никогда не смогла бы убить его. Шеридан заверяет её в том же.
Три часа здорового, освежающего сна здорово помогли Гарибальди — он собирается идти тайно искать передатчик, который информировал Земное правительство о состоянии внутренних дел на станции. Однако его расследование не приводит к существенным результатам: он лишь обнаруживает, что дельцы чёрного рынка уже начали покидать станцию из страха.
Преподобный Бобби Джеймс Галакси из Всеобщей Церкви Солнечного Просвещения воспользовался ситуацией, как идеальной возможностью вызвать дальнейшие прения. Он провозглашает Червя шансом изгнать язычников и варваров с Вавилона-5. Он заявляет, что только Люди сделаны по образу и подобию божьему и что остальные должны быть уничтожены.
А в это время центаврианский корабль направляется к Червю. С помощью Лондо команде удается заставить корабль вернуться к станции с минимальными сложностями. Командный состав решает, что всем расам следует участвовать в получении и анализе результатов, когда станция вышлет свой челнок навстречу Червю.
Кош говорит Коулс, что она готова и должна прийти к нему. Однако Мартина уже начинает сомневаться, но в конце концов сдаётся и направляется к Кошу. Кош приоткрывает ей часть своего разума, открывая, что он выяснил про Червя.
Иванова получает задание встретиться с Консорциумом Живых Поедателей и договориться о возвращении центаврианина, который был похищен ранее. Эти существа — раса, живущая в кислотной атмосфере, и до сих пор никто из работников станции не навещал их. Надев специальный костюм химической защиты, Иванова входит в их отсек. Они объясняют, что они готовятся к прекращению деятельности их сообщества в процессе «церемонии пира и растворения» и что центаврианин вошёл по собственному желанию. Однако, они соглашаются вернуть его и приступают к церемонии без него. Иванова наблюдает, как они поглощают себя за несколько кратких мгновений.
Хилтон Дауд — помощник Кларка — объясняет Шеридану, что Президент очень недоволен его прежней реакцией на ситуацию. Он упоминает, что они рассматривают возможность военного вмешательства. Когда же Шеридан говорит, что любые подобные действия следует отложить до появления результатов пилотируемой экспедиции, Дауд сообщает, что он уже знает о её подготовке и ожидает этих результатов.
Иванова с её научно-исследовательской командой, включающей нескольких техников со станции и доктора Крейтона Ларамие из «Баркер Индастриз» с Земли, приближаются к Червю. По мере приближения сенсоры ничего не регистрируют. Есть лишь «иллюзия свечения», как её назвал доктор Ларамие. Иванова связывается с Шериданом, и они решают, что шаттл попробует пройти сквозь Червя. В тот момент, когда Шеридан соглашается на это мероприятие, один из техников появляется в совершенно невменяемом состоянии с гаечным ключом в руке. Другой техник докладывает, что третий из них уже сильно ранен, и что им необходимо вернуться на станцию, если они хотят спасти его жизнь. Ларамие начинает протестовать против возвращения, но вскоре отступается.
Когда они достигают станции, ситуация уже вышла из-под контроля. Иванова направляется попробовать утихомирить мотоциклистов, в то время как Гарибальди пытается наладить положение между нарнами и центаврианами в Зокало. Разыскав Г’Кара, он направляется в Зокало. Моллари уже вдребезги напился, и один из подчинённых Гарибальди стоит вблизи него.
У Ивановой ничего не получается с мотоциклистами, пока Гарибальди не связывается с ней по линку, и не убеждает их отстать от неё. Они снимаются помогать Гарибальди в Зоколо. Тем временем, он и Г’Кар находятся в беспомощном положении, но ему удается заметить, что нарны похитили Моллари. Г’Кар пытается помочь, но ввиду всеобщего хаоса мало что кажется возможным.
Сон Посла Деленн вновь потревожен вторжением образа драки с Шериданом. На этот раз это обставлено как рыцарский поединок, в котором Шеридан убивает-таки её в то время, как она умоляет его о пощаде и просит не делать этого.
Коулс приходит в себя и обнаруживает рядом Гарибальди, который принёс её из комнат Коша. Он даёт ей одну из усыпляющих таблеток. Когда она просыпается снова, Шеридан и Гарибальди расспрашивают её о том, что она узнала от Коша. По её словам, она ничего не узнала, лишь испытала призрачное ощущение чего-то.
Шеридан решает поговорить с Кошем и направляется к нему. Тот объясняет, что Коулс видела небольшой фрагмент, и что он изучает Червя, но ничего не может сказать Шеридану. Пытаясь надавить на ворлонца, капитан чувствует, что Червь оказывает влияние и на Коша тоже, и в конце концов Кош настоятельно рекомендует ему уйти.
В одном из Доков Иванова пытается остановить людей, стремящихся покинуть станцию. Однако стадное сознание толпы превозмогает её усилия, и толпа устремляется к грузовому кораблю. Он пытается взлететь, но единственное, что ему удается — это продырявить себя и оболочку станции, погубив при этом несколько жизней.
Преподобный Бобби Джеймс Галакси продолжает вынашивать свой Последний План — мечту об уничтожении инопланетян — массовые разрушения и смерть, в которые он истово верил. Франклин выясняет путём экспериментирования на себе в Медотсеке, что даже при приёме таблеток сны снятся — страшные сны. Он связывается с Шериданом и объясняет, что, видимо, таблетки нельзя использовать постоянно или же, что быть может постоянно сокращающееся расстояние до Червя снижает их эффективность.
Гарибальди никак не удается обнаружить местонахождение Лондо, но зато он выясняет, что Ларамие был шпионом. Шеридан заключает его на гауптвахту, но вскоре прибывает приказ центрального командования, дарующий полное прощение Ларамие.
Ленньер начинает претворять в жизнь свои сны — надевает набедренную повязку, выходит в коридоры станции и начинает нападать на встречных. В командной рубке новости — земные истребители появились в секторе через зону перехода и направляются прямо к Червю. Шеридан связывается с Землей, требуя объяснения происходящего и прося отозвать корабли назад. Затем он отправляется с группой «Звёздных фурий» со станции на перехват этих земных истребителей, чтобы предотвратить их атаку на Червя. При помощи угроз и запугивания ему удается убедить их вернуться на станцию вместе с ним.
Однако вскоре раскрывается точка перехода, и центаврианский линейный крейсер появляется рядом с Червём. Что ещё хуже — появляются беглые нарнские истребители, возглавляемые Г’Каром, которые начинают космическую битву. Три беглых истребителя нарнов продолжают атаковать корабль центавриан, несмотря на требования Шеридана, приказывающего им вернуться на станцию. Центавриане захватывают Г’Кара, что создаёт двойственную симметричную ситуацию с заложниками. Но центаврианский крейсер сильно поврежден в процессе боя.
По приказу Шеридана, Гарибальди устанавливает прослушивающую аппаратуру в лаборатории Ларамие прежде чем выпустить его. Гарибальди также выясняет, что Ларамие ещё не узнал ничего полезного. Обе стороны, держащие заложников, требуют освобождения соответствующих заложников и назначают одинаковое время казни в случае отказа.
Червь продолжает приближаться. Мартина Коулс лежит, свернувшись калачиком, пытаясь игнорировать воспоминания и видения, проносящиеся в её голове. Ленньер сидит, как сумасшедший мастеря различное оружие. Деленн заперлась у себя в комнатах и погрузилась в кошмары, где они с Шериданом дерутся снова и снова. Шеридан видит себя в образе минбарца. Повсюду хаос. Преподобный Галаксия просыпается с созревшим планом.
Иванова объясняет, что сумасшедший — Галаксия — вместе с Ангелами Ферми запланировали взорвать Вавилон-5 в тот момент, когда Червь достигнет станции. Гарибальди отправляется к Ларамие, который все же впускает его после некоторых препирательств. Ларамие соглашается помочь.
Между Ленньером и Гарибальди происходит схватка, которая заканчивается тем, что Гарибальди получает ножевое ранение. Деленн вызывает Шеридана в Сад, где она пытается убить его, сперва предложив оружие капитану. Шеридан обезумевает от ярости и кидается на неё, но в этот момент по всей станции отключается электричество.
Червь прошёл сквозь станцию. Энергетический всплеск встретил противо-всплеск Ларамие и энергия вырубилась. После того, как Червь прошёл, центавриане соглашаются освободить Г’Кара в обмен на Моллари. Нарны высказывают такое же намерение. Станция и её обитатели начинают приходить в себя, несколько смущенные и растерянные тем, что они сделали.
По мере того, как ситуация возвращается к норме, приносятся извинения за неправильные поступки. А также происходит заключительное собрание по поводу Червя. Мало что удалось узнать. Ларамие, Коулс и Кош не могут сказать ничего существенного. Гарибальди получает свободу действий на разбирание всех конфликтов, жалоб и требований, произошедших в результате последних событий, и он, по сути дела, запирает всех участников в конференц-зале до тех пор, пока им не удастся договориться и прийти к компромиссам.
Книга заканчивается в сознании Коша. Инопланетянин почувствовал присутствие чего-то. «Что ты?» спросил он. Ответ долетел словно издалека в тот момент, когда Червь стал исчезать — «Что ТЫ?»